# Kukła (osada)
Kukła (niem. Althütte) – osada w Polsce położona w województwie warmińsko-mazurskim, w powiecie ostródzkim, w gminie Miłomłyn.
Osada położona jest w pobliżu kanału łączącego Kanał Elbląski z jeziorem Jeziorak.
W latach 1975–1998 miejscowość administracyjnie należała do województwa olsztyńskiego.